# أوبن هارموني
أوبن هارموني (بالإنجليزية: OpenHarmony (OHOS))‏ هو نظام تشغيل مفتوح المصدر نسخة من هارموني أو إس تبرعت بها هواوي إلى مؤسسة أوبين اتوم ‏، تم تصميم نظام التشغيل مفتوح المصدر علي بنية الطبقات، والتي تتكون من أربع طبقات من أسفل إلى أعلى ، أي النواة طبقة وطبقة خدمة النظام وطبقة الإطار والتطبيق طبقة.
يدعم أوبن هارموني الأجهزة المختلفة التي تعمل بنظام صغير مثل الطابعات ومكبرات الصوت والساعات الذكية وأي جهاز ذكي آخر بذاكرة صغيرة تصل إلى 128 كيلوبايت، أو تشغيل نظام قياسي بذاكرة أكبر من 128 ميجابايت. ويحتوي النظام على القدرات الأساسية للتناغم.

## التاريخ
إُطلاق الإصدار الأول من أوبن هارموني من قبل مؤسسة أوبيناتوم في 10 سبتمبر 2019 بعد تلقي تبرع من هواوي برمز المصدر المفتوح، مع دعم للأجهزة التي تتراوح ذاكرتها العشوائية من 128 كيلوبايت إلى 128 ميغابايت.
تم إطلاق أوبن هارموني 2.0 في يونيو 2021، مع دعم لمجموعة متنوعة من أجهزة الطرف الذكي.
استنادًا إلى الإصدار السابق، أطلقت مؤسسة أوبيناتوم أوبن هارموني 3.0 في 30 سبتمبر 2021، وأحضرت تحسينات كبيرة على الإصدار السابق لتحسين نظام التشغيل.
تم توفير إصدار من أوبن هارموني يدعم الأجهزة التي تحتوي على ذاكرة عشوائية تصل إلى 4 جيجابايت في أكتوبر 2021.

## التوافق
لضمان توافق وتفاعلية الأجهزة التي تعتمد على أوبن هارموني في النظام البيئي، أنشأت مؤسسة أوبيناتوم مواصفات توافق المنتجات، بفريق عمل للتوافق يقوم بتقييم وتصديق المنتجات التي تتوافق مع أوبن هارموني.
نُشر نوعين من الشهادات للشركاء الذين يدعمون عملية التوافق، مع الحق في استخدام شعار توافق أوبن هارموني على منتجاتهم المصدقة والتغليف ومواد التسويق.
في 25 أبريل 2022، حصل 44 منتجًا على شهادات التوافق، ويتم تقييم أكثر من 80 منتجًا من البرمجيات والأجهزة حاليًا للتوافق مع أوبن هارموني.